# D-Block Europe
D-Block Europe, souvent abrégé en DBE, est un collectif de hip-hop britannique formé par Adam Nathaniel « Young Adz » Williams et Ricky Earl « Dirtbike LB » Banton. Leur nom et leur affiliation au label D-Block viennent du rappeur américain Jadakiss, qui a soutenu le duo en lançant une branche européenne de son label, D-Block Records, sous le nom de D-Block Europe. Le groupe a commencé à publier des morceaux sous son propre label en 2014, mais c'est en 2017 qu'il gagne en notoriété grâce à plusieurs singles marquants, comme Large Amounts, Darling et Nasty.
Le premier album de D-Block Europe, The Blue Print: Us vs. Them, s'est classé à la deuxième place du UK Albums Chart le 16 octobre 2020. Avant leur collaboration avec Central Cee sur le titre Overseas, qui a fait son entrée dans le Top 10 le 26 novembre 2021, D-Block Europe détenait le record du plus grand nombre de singles classés dans le Top 75 britannique sans atteindre le Top 10, avec un total de 29 titres. Leur deuxième album, Lap 5, a également atteint la deuxième place du UK Albums Chart le 30 septembre 2022.
En novembre 2022, D-Block Europe a atteint leur deuxième Top 10 au UK Singles Chart grâce à leur collaboration avec Clavish sur le titre Rocket Science, qui s’est classé 9ᵉ. En juin 2023, ils ont sorti le single Pakistan, atteignant la 8ᵉ place du classement et marquant ainsi leur troisième titre dans le Top 10, le second en un an. À la suite de ce succès, ils ont publié la mixtape DBE World, qui a atteint la 6ᵉ place du UK Albums Chart, établissant un record pour le plus grand nombre d'albums classés dans le Top 10 par un groupe de rap au Royaume-Uni. En août 2023, D-Block Europe a également sorti un remix de Ferrari Horses intitulé Prada, qui s’est hissé à la deuxième place du UK Singles Chart, leur classement le plus élevé à ce jour. Le titre a également dominé les classements en Allemagne, Irlande, Pays-Bas et Suède, et a fait son entrée dans le Canadian Hot 100 ainsi que le Billboard Global 200.

## Biographie

### Debuts de carrière,Any Minute Now,Home Alone, PTSDetStreet Trauma(2010-2019)
Adam Nathaniel « Young Adz » Williams, l'un des membres fondateurs de D-Block Europe, commence sa carrière musicale en 2010, tandis que Ricky Earl « Dirtbike LB » Banton, l'autre membre, vivait entre la musique et la rue. En 2013, Young Adz se fait remarqué par Jadakiss, figure emblématique du rap new-yorkais, qui a vu en lui un potentiel prometteur. Pour soutenir cet engagement, Jadakiss s’est rendu à Londres pour lancer une branche européenne de son label, D-Block Records, d’où provient le nom de « D-Block Europe ». À l'origine, le collectif comprenait Young Adz et un rappeur nommé Aero Sinc, mais Banton a ensuite rejoint le groupe, motivé par un accord passé avec Young Adz de quitter la rue ensemble.
Après avoir publié plusieurs singles, D-Block Europe sort sa première mixtape officielle, Any Minute Now, en collaboration avec Yxng Bane, le 20 juillet 2018. Cette mixtape a rencontré un succès notable, atteignant la 14ᵉ place du UK Albums Chart et marquant ainsi l'entrée du groupe dans le top 20 des classements britanniques,.
Le 15 février 2019, D-Block Europe sort sa première mixtape solo, Home Alone. Ce projet inclut le single à succès Kitchen Kings, qui a atteint la 16ᵉ place du UK Singles Chart. Grâce à ce succès, la mixtape s'est hissée à la 6ᵉ place du UK Albums Chart, marquant ainsi la première entrée du groupe dans le top 10 des albums au Royaume-Uni .
Le 4 juillet 2019, D-Block Europe a sorti Home Pussy, premier single de leur mixtape PTSD, qui a atteint la 20ᵉ place du UK Singles Chart. Le 12 septembre 2019, ils ont sorti le deuxième single, Nookie, en collaboration avec le rappeur d'Atlanta Lil Baby, atteignant la 16ᵉ place. Le dernier single, Playing for Keeps, avec Dave, est sorti le 26 septembre 2019, un jour avant la sortie de la mixtape, et a atteint la 21ᵉ place du UK Singles Chart.
Le 27 septembre 2019, PTSD est officiellement sortie, incluant des collaborations avec AJ Tracey, Chip, Dave, Jackboy, Krept et Konan, K-Trap, Lil Baby, Lil Pino, M Huncho et Yxng Bane,. La mixtape a été largement saluée et a atteint la 5ᵉ place du UK Albums Chart, devenant l'album de D-Block Europe le mieux classé à ce jour .
Le 27 décembre 2019, D-Block Europe a sorti le single No Cellular Site en même temps que leur troisième mixtape, Street Trauma. Ce projet a atteint la neuvième place du UK Albums Chart, marquant ainsi leur troisième entrée consécutive dans le top 10 des albums au Royaume-Uni .

### The Blue Print: Us vs. ThemandHome Alone 2(2020-2021)
Le 11 juin 2020, D-Block Europe lance Free 22, premier single de leur premier album studio The Blue Print: Us vs. Them. Ce lancement a été suivi par la sortie des singles Plain Jain le 9 juillet et We Won le 6 août 2020,.
Le 2 octobre 2020, le groupe sort UFO en collaboration avec Aitch, un morceau qui a atteint la 11e place du UK Singles Chart, devenant alors leur titre le plus populaire à ce moment-là. Une semaine plus tard, le 9 octobre, ils ont sorti Ferrari Horses en collaboration avec Raye, qui s'est classé 14ᵉ. Leur album The Blue Print: Us vs. Them, sorti également le 9 octobre 2020, a débuté à la deuxième place du UK Albums Chart, surpassé de peu par Edna, le premier album de Headie One,.
Le 1ᵉʳ juillet 2021, D-Block Europe sort Kevin McCallister en collaboration avec Lil Pino, marquant le premier single de leur quatrième mixtape, Home Alone 2, suite de leur première mixtape Home Alone. Quelques mois plus tard, le 29 octobre 2021, ils dévoilent No Competition comme deuxième single, confirmant officiellement le projet. Ce morceau s'est classé 18ᵉ au UK Singles Chart. Le 19 novembre 2021, le groupe a sorti Overseas avec Central Cee, qui a atteint la 6ᵉ place, leur meilleur classement à ce jour,. Le même jour, ils ont lancé Make You Smile avec AJ Tracey, qui a atteint la 15ᵉ place. La mixtape Home Alone 2 est sortie le 19 novembre 2021 et a atteint la sixième place du UK Albums Chart.

### Lap 5,DBE WorldetRolling Stone(depuis 2022)
Le 12 mai 2022, D-Block Europe sort Black Beatles, le premier single de leur deuxième album studio, Lap 5. Le 9 juin 2022, le groupe a enchaîné avec Elegant & Gang, en collaboration avec Ghost Killer Track, qui a atteint la 18ᵉ place du UK Singles Chart. Le troisième single, Fantasy, sorti le 21 juillet 2022, s'est classé 49ᵉ, accompagnant l'annonce officielle de l'album,. Le 16 septembre 2022, ils ont lancé Man in the Mirror avec Young Adz seul, qui a atteint la 40ᵉ place. Juste avant la sortie de l'album, 4 the Win est sorti comme cinquième et dernier single. Lap 5 est sorti le 23 septembre 2022, atteignant la deuxième place du UK Albums Chart ,.
Le 17 novembre, D-Block Europe collabore avec Clavish pour le titre Rocket Science, qui a atteint la neuvième place du UK Singles Chart. Ce single a marqué le deuxième titre de D-Block Europe à se classer dans le top dix au Royaume-Uni .
Side Effects, le premier single de la cinquième mixtape de D-Block Europe, DBE World, est sorti le 15 juin 2023 et a atteint la 53ᵉ place du UK Singles Chart. Le deuxième single, Pakistan, en collaboration avec Clavish, est sorti le 29 juin 2023 et a atteint la 8ᵉ place du UK Singles Chart, devenant ainsi le troisième single de DBE dans le top 10. Le dernier single de la mixtape, Potential, est sorti un jour avant la sortie officielle de l'album, atteignant la 48e place du UK Singles Chart Le 7 juillet 2023, DBE World est officiellement sorti et a atteint la 6ᵉ place du UK Albums Chart, marquant ainsi leur septième album dans le top 10. La mixtape a également battu le record du plus grand nombre d'albums hip-hop classés dans le top 10 par un artiste dans l'histoire du Royaume-Uni ,.
Le 11 août 2023, un remix de Ferrari Horses avec Cassö et Raye, intitulé Prada, est sorti et a atteint la deuxième place du UK Singles Chart, marquant ainsi le single le plus classé de D-Block Europe et leur deuxième top 10 en 2023,. Le 30 novembre 2023, D-Block Europe a sorti I Need It Now, le premier single de leur troisième album studio, Rolling Stone. Parallèlement à l'annonce de l'album, ils ont également annoncé leur premier concert de retour à l'O2 Arena. Après avoir vendu tous les billets pour ce concert en seulement deux jours, ils ont annoncé quatre autres dates à l'O2 Arena ainsi qu'une date à la Manchester AO Arena,.
Le 4 janvier 2024, D-Block Europe a sorti Skims, le deuxième single de Rolling Stone. Le 11 janvier 2024, le dernier single de l'album, Eagle avec Noizy, est sorti après avoir été tourné en Albanie quelques jours auparavant,. Le 12 janvier 2024, Rolling Stone a été officiellement publié et a débuté à la première place du UK Albums Chart, devenant ainsi le premier album numéro un de D-Block Europe,. L'album a vendu 18 000 unités équivalentes à un album au cours de sa première semaine, dont 58,2 % proviennent des 11 000 copies physiques vendues.
Dans le UK Singles Chart, les titres I Need it Now, Skims et Eagle ont atteint respectivement les numéros 78, 72 et 19. Les règles des classements britanniques empêchent les artistes d'avoir plus de trois chansons dans le top 40 à la fois, sinon, deux autres pistes auraient été classées. Rolling Stone a également battu des albums comme American Dream de 21 Savage (qui est arrivé à la deuxième place) et Pick-Up Full of Pink Carnations de The Vaccines (qui est arrivé à la troisième place) .

## Discographie
Albums studio
- 2020 : The Blue Print: Us vs. Them
- 2022 : Lap 5
- 2024 : Rolling Stone

Mixtapes
- 2019 : Home Alone
- 2019 : PTSD
- 2019 : Street Tauma
- 2021 : Home Alone 2
- 2023 : DBE World

## Filmographie

### Télévision
| Année | Titre                | Le rôle de Yung Adz | Le rôle du Dirtbike LB | Remarques          |
| ----- | -------------------- | ------------------- | ---------------------- | ------------------ |
| 2020  | The Big Narstie Show | Eux-mêmes           | Eux-mêmes              | Série 3; Épisode 3 |

## Prix et nominations
| Année | Cérémonie        | Travail nommé            | Catégorie         | Résultat   |
| ----- | ---------------- | ------------------------ | ----------------- | ---------- |
| 2020  | MOBO Awards 2020 | Eux-mêmes                | Best Hip Hop Act, | Nomination |
| 2021  | MOBO Awards 2021 | Eux-mêmes                | Best Hip Hop Act, | Lauréat    |
| 2022  | Brit Awards      | Eux-mêmes                | Best Group        | Nomination |
| 2022  | MOBO Awards 2022 | Eux-mêmes                | Best Hip Hop Act  | Lauréat    |
| 2022  | MOBO Awards 2022 | Eux-mêmes                | Best Male Act,    | Nomination |
| 2023  | Mobo Awards 2023 | Eux-mêmes                | Best Male Act,    | Nomination |
| 2024  | Brit Awards      | Prada avec Cassö et Raye | Song of the Year  | Nomination |